# Polycarpaea nivea
Polycarpaea nivea är en nejlikväxtart som först beskrevs av William Aiton, och fick sitt nu gällande namn av Philip Barker Webb. Polycarpaea nivea ingår i släktet Polycarpaea och familjen nejlikväxter.

## Underarter
Arten delas in i följande underarter:
- P. n. quadrangulare
- P. n. longifolia